# Unità di crisi
L'Unità di crisi è la struttura del Ministero degli affari esteri e della cooperazione internazionale che ha il compito di assistere i connazionali e tutelare gli interessi italiani e la sicurezza degli italiani all'estero in situazioni di emergenza (terrorismo internazionale, tensioni sociopolitiche, calamità naturali, pandemie ed emergenze sanitarie). Posta alle dirette dipendenze del Segretario Generale della Farnesina, l'Unità di Crisi agisce in stretto collegamento con gli Organi istituzionali dello Stato di volta in volta interessati, avvalendosi della rete  diplomatico-consolare italiana nel mondo sia nella fase di analisi che di pianificazione e di intervento. Attualmente diretta dal 28 ottobre 2021 dal Consigliere di ambasciata Nicola Minasi, è composta tra 30 funzionari in servizio permanente 24 ore su 24, 7 giorni su 7.

## Storia
L'Unità di crisi nasce formalmente nel 1990 con D.M. 19.1.1990 n.034/258 bis e, pochi mesi dopo, si trovò a fronteggiare la situazione dei circa 491 italiani allora trattenuti contro la loro volontà in Iraq (quasi 340) e nel Kuwait (151) durante la Guerra del Golfo. 
Tuttavia, sin dal 1985, in occasione del dirottamento dell'Achille Lauro, era stata creata, presso la Direzione generale dell'emigrazione e degli affari sociali del MAE, la prima Unità di Crisi, formata da 30 funzionari, guidati da Giulio Cesare di Lorenzo Badia, con il compito di informare i parenti dei passeggeri coinvolti nell'evento e di gestire il rientro di quelli scesi ad Alessandria d'Egitto.
Nel 1985, Stefano Ronca, diplomatico del Ministero degli Affari Esteri, viene incaricato di istituire e dirigere l'Unità di Crisi, che rimarrà sotto la sua direzione fino al 1989.
Ha conosciuto una continua evoluzione sia sotto il profilo operativo che delle dotazioni tecnologiche, assumendo una posizione di riconosciuto prestigio nel panorama delle omologhe strutture europee ed internazionali.

## Capi dell'Unità di Crisi dal 1989 ad oggi
- Umberto Plaja (dal 1989 al 1994)
- Vincenzo Petrone (dal 1994 al 1998)
- Giuseppe Deodato (dal 1998 al 2003)
- Alessandro Cevese (dal 2003 al 2004)
- Elisabetta Belloni (dal 2004 al 2008)
- Fabrizio Romano (dal 2008 al 2012)
- Claudio Taffuri (dal 2012 al 2017)
- Stefano Verrecchia (dal 2017 al 2021)
- Nicola Minasi (dal 2021)

## Attività
L'attività dell'Unità di Crisi si articola prevalentemente in cinque settori:
1. Analisi del rischio
2. Monitoraggio della presenza italiana nel mondo
3. Prevenzione e informazione
4. Predisposizione e verifica dei piani di emergenza
5. Gestione delle crisi e interventi operativi

L'Unità di crisi provvede a redigere periodicamente piani di analisi per tutti i paesi (attualmente 65) in cui sono prevedibili o già in
atto situazioni di crisi, individuando le criticità, le suscettibilità e le tipologie di rischio, preparando eventuali piani di evacuazione da attuare in caso di emergenza (bellica, sanitaria o dovuta a calamità naturali), anche inviando team interforze sul campo, per una valutazione completa di tutti i fattori.

## I servizi dell'Unità di Crisi
ViaggiareSicuri.it
L'Unità di Crisi pone un'enfasi particolare sulla prevenzione, analizzando la situazione di sicurezza nel mondo grazie ai dati raccolti dalla rete diplomatica italiana, al monitoraggio di fonti aperte, alla continua collaborazione con altre articolazioni dello Stato e con i partner europei.
I risultati di questa attività sono messi a disposizione dei cittadini sul portale ViaggiareSicuri.it che contiene profili continuamente aggiornati di tutti i Paesi (informazioni generali, sicurezza, situazione sanitaria, mobilità, cautele da adottare, link utili, ecc.).
DovesiamonelMondo.it
L'Unità di Crisi gestisce inoltre il portale DovesiamonelMondo.it, che consente a chi viaggia di segnalare il proprio itinerario all'estero e i propri riferimenti. In caso di emergenza, l'Unità di Crisi può attivare i contatti registrati sul portale, rendendo più rapido il coordinamento con chi si trova nelle zone interessate, e può pianificare opportunamente eventuali interventi.
Servizi specifici sono stati sviluppati per singole categorie di viaggio e di viaggiatori: turismo, lavoro, operatori umanitari e di cooperazione, media, sport, scuola università e ricerca.
Tutti i dati vengono cancellati automaticamente due giorni dopo la data di rientro indicata dal viaggiatore, e vengono utilizzati esclusivamente in caso d'emergenza.
La APP "Viaggiare Sicuri" per dispositivi mobili
L'Unità di Crisi ha sviluppato una nuova APP gratuita per smartphone e tablet che integra tutti i servizi di ViaggiareSicuri.it e di DovesiamonelMondo.it.
La nuova APP si avvale di avanzate risorse di mappatura globale ed offre agli utenti in viaggio all'estero la possibilità di geolocalizzarsi, per ricevere notifiche durante i transiti nelle aree più a rischio, aggiornamenti in tempo reale su situazioni di pericolo e confermare la propria incolumità a seguito di eventi critici, ovunque nel mondo questi si verifichino.
La Sala Operativa
La Sala Operativa dell'Unità di Crisi è attiva H24 e funge da punto di raccordo tra le diverse articolazioni della struttura.
Composta da personale specializzato del Ministero degli Affari Esteri, opera sotto la direzione del Capo dell'Unità e dei 3 funzionari diplomatici che lo assistono, svolgendo le seguenti funzioni:
- costante monitoraggio degli eventi rilevanti in corso in tutto il mondo, anche attraverso analisi del web e dei principali canali social;
- risposta, orientamento ed assistenza a connazionali in situazioni di crisi e famiglie in Italia;
- coordinamento della ricerca dei connazionali irreperibili, in raccordo con la rete diplomatico-consolare;
- diramazione allerte all'indirizzo dei connazionali registrati.

La Sala Operativa si avvale, a tal fine, di una piattaforma informatica che consente la condivisione in tempo reale con le Ambasciate e i Consolati italiani nel mondo di tutti i dati rilevanti sulle crisi in atto.
Cooperazione in sede europea
L'Italia si è fatta portavoce dell'esigenza di uno stretto coordinamento tra le strutture europee incaricate della tutela dei cittadini in situazioni di emergenza all'estero.
La continua consultazione fra le capitali europee permette un proficuo scambio di informazioni ed analisi, oltre che l'elaborazione di dispositivi di sicurezza comuni per scenari particolarmente esposti.
L'introduzione della cittadinanza europea ha peraltro esteso l'ambito nel quale le diverse Cellule di crisi nazionali prestano la propria opera di assistenza. La protezione consolare resta, ai sensi del Trattato dell'Unione Europea, prerogativa degli Stati nazionali. Tuttavia ogni cittadino europeo gode, nel territorio di un Paese terzo in cui non vi sia una propria Rappresentanza, della tutela da parte delle Autorità diplomatiche e consolari di qualsiasi altro Stato dell'Unione.
Da questo punto di vista, l'Italia ha sostenuto la creazione dell'istituto del Lead State europeo in aree del mondo particolarmente a rischio: in base a tale istituto, il coordinamento degli interventi di assistenza in caso di crisi all'estero che vedano coinvolti cittadini dell'Unione può essere affidato allo Stato che, nell'area interessata, abbia una ben strutturata presenza istituzionale e sia in grado di assicurare al meglio la collaborazione tra tutti i Paesi membri della UE.